# Polskie Narodowe Przedstawicielstwo Wojskowe

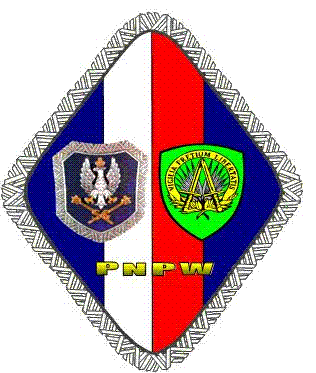
Odznaka Pamiątkowa PNPW przy SHAPE

Polskie Narodowe Przedstawicielstwo Wojskowe (PNPW) przy Naczelnym Dowództwie Sojuszniczych Sił w Europie (Supreme Headquarters Allied Powers Europe) (SHAPE), powołane z dniem 1 maja 1999 r. na podstawie Zarządzenia Ministra Obrony Narodowej z dnia 25 marca 1999 r., zlokalizowane w obiektach SHAPE w pobliżu miejscowości Mons w Belgii.
Przed utworzeniem PNPW zadania w zakresie koordynacji współpracy Sił Zbrojnych Rzeczypospolitej Polskiej z SHAPE realizował, powołany w maju 1998 r., Polski Zespół Kontaktowy przy SHAPE.
PNPW jest organem łącznikowym pomiędzy Szefem Sztabu Generalnego WP, a Naczelnym Dowództwem Sojuszniczych Sił w Europie (SHAPE) oraz innymi jednostkami organizacyjnymi NATO dyslokowanymi w Europie.
Działalnością PNPW kieruje Polski Narodowy Przedstawiciel Wojskowy, który podlega bezpośrednio Szefowi Sztabu Generalnego WP. .
Obowiązki Polskiego Narodowego Przedstawiciela Wojskowego pełnili dotychczas:
- gen. broni Andrzej Tyszkiewicz w okresie: maj 1999 – sierpień 2002;
- gen. dyw. Włodzimierz Sąsiadek w okresie: sierpień 2002 – sierpień 2005[1];
- gen. bryg. Andrzej Kaczyński w okresie: sierpień 2005 – sierpień 2009[2];
- płk Andrzej Brzoza w okresie: sierpień 2009 – wrzesień 2012;
- płk Jerzy Jankowski w okresie: październik 2012 - wrzesień 2015.
- płk Wojciech Ozga w okresie: październik 2015 - wrzesień 2018.
- gen. bryg. Zenon Brzuszko od stycznia 2019